# Popillia dorsigera
Popillia dorsigera är en skalbaggsart som beskrevs av Newman 1838. Popillia dorsigera ingår i släktet Popillia och familjen Rutelidae. Inga underarter finns listade i Catalogue of Life.